# Calpurnia
Calpurnia es un género de plantas fanerógamas con 7 especies perteneciente a la familia Fabaceae.
192 168 45.1

## Descripción
El género comprende arbustos o pequeños árboles en la margen de los bosques en la parte oriental de Sudáfrica. Se desprenden de las hojas en invierno, salvo en áreas húmedas, donde son perennes. Son buenas plantas de jardín, ya que son fácilmente reproducidas de semillas, las flores aparecen a los dos años y soportan las heladas.

## Taxonomía
El género fue descrito por Ernst Heinrich Friedrich Meyer y publicado en Commentariorum de Plantis Africae Australioris 2. 1835.

## Especies aceptadas
A continuación se brinda un listado de las especies del género Calpurnia aceptadas hasta julio de 2014, ordenadas alfabéticamente. Para cada una se indica el nombre binomial seguido del autor, abreviado según las convenciones y usos.
- Calpurnia aurea (Lam.) Benth.
  - Calpurnia aurea aurea
  - Calpurnia aurea sylvatica
- Calpurnia capensis Steud.
- Calpurnia glabrata Brummitt
- Calpurnia robinioides E.Mey.
- Calpurnia sericea Harv.
- Calpurnia villosa Harv.
- Calpurnia woodii Schinz